# Alioranus minutissimus
Alioranus minutissimus är en spindelart som beskrevs av Lodovico di Caporiacco 1935. Alioranus minutissimus ingår i släktet Alioranus och familjen täckvävarspindlar. Inga underarter finns listade i Catalogue of Life.